# Pero Díaz de Toledo
Pero Díaz de Toledo, señor de Olmedilla de Alarcón auch Pedro Díaz de Toledo (* 1410; † 1466 in Alcalá de Henares) war ein spanischer Humanist und Jurist.

## Leben und Wirken
Er war der Sohn einer Familie konvertierter Juden, conversos. Im Jahre 1430 begann de Toledo wahrscheinlich in Valladolid mit dem universitären Studium. Dann ab dem Jahr 1433 bezeichnete er sich selbst als Student der Jurisprudenz. Am 12. September 1438 beendete er seine Ausbildung an der Universität von Lérida. Er promovierte und wurde am 15. Oktober 1440 zum Richter berufen. Seit dem Jahre 1441 urteilte er dann als Richter am Gerichtshof, Oidor de Audiencia.
Er gehörte zu den Beratern des Königs Johann II. von Kastilien.

## Werke (Auswahl)
- Proverbios (1437)